# Lăng kính Dove

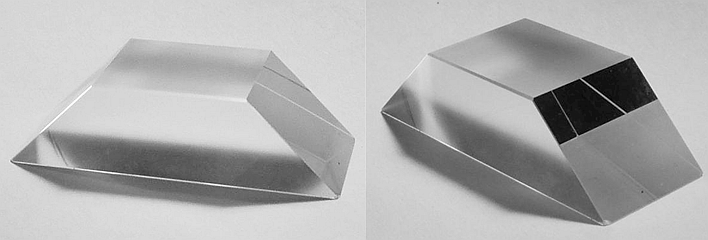
Một lăng kính Dove.

Đường đi của chùm tia qua lăng kính Dove.

Lăng kính Dove là một loại lăng kính phản chiếu được sử dụng để đảo ngược hình ảnh. Lăng kính Dove được định hình từ một hình lăng trụ tam giác vuông cụt. Lăng kính Dove được đặt theo tên của nhà phát minh ra nó, Heinrich Wilhelm Dove.
Một chùm ánh sáng truyền song song theo trục dọc, đi vào một trong các mặt dốc của lăng kính trải qua phản xạ toàn phần từ bên trong mặt dài nhất (mặt đáy) và ló ra khỏi mặt dốc đối diện. Hình ảnh đi qua lăng kính được lật (phản chiếu) và bởi vì chỉ có một sự phản chiếu diễn ra, hình ảnh cũng bị đảo ngược nhưng không bị dịch chuyển theo chiều ngang.
Khúc xạ ở bề mặt vào và ra dẫn đến loạn thị hình ảnh đáng kể khi được sử dụng trong ánh sáng hội tụ. Do đó, lăng kính Dove được sử dụng hầu như chỉ dành cho hình ảnh xuất hiện ở vô cực.
Nếu bề mặt cạnh huyền phẳng của lăng kính Dove bị cắt thành hình dạng mái, sẽ cho ra lăng kính mái Amici.

## Vòng xoay
Một phản xạ trong một trục của mặt phẳng luôn tương đương với một phản xạ và xoay theo hai trục khác (với góc giữa nguồn sáng và ảnh gấp hai lần góc giữa nguồn sáng và trục phản xạ của lăng kính). Do đó, lăng kính Dove có thể được sử dụng để tạo ra các công cụ xoay chùm tia, có ứng dụng trong các lĩnh vực như đo giao thoa, thiên văn học và nhận dạng mẫu.
Lesso và Padgett (1999) và Moreno et al. (2003, 2004) đã phát hiện ra rằng có một sự thay đổi trạng thái phân cực của một chùm ánh sáng khi đi qua lăng kính Dove xoay. Xoay phân cực trong hồng ngoại đã được biết đến lâu hơn. (Johnston 1977) Các tính chất biến đổi phân cực của lăng kính Dove được đặc biệt quan tâm vì chúng có thể ảnh hưởng đến phép đo tín hiệu của thiết bị khoa học.